# Aclis walleri
Aclis walleri is een slakkensoort uit de familie van de glanshorens (Eulimidae). De wetenschappelijke naam van de soort is voor het eerst geldig gepubliceerd in 1867 door John Gwyn Jeffreys.